# Tempranillo

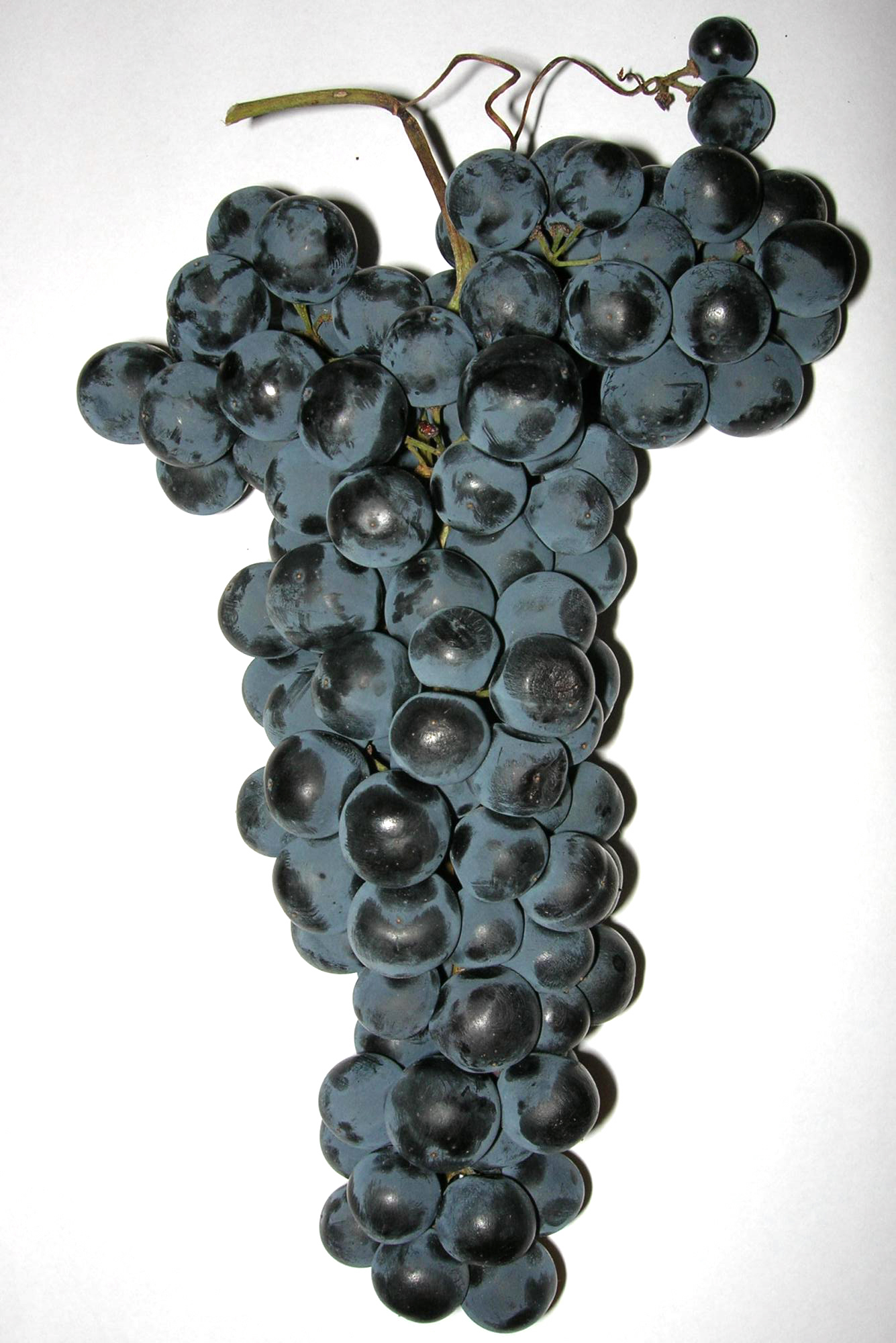
Druivenras tempranillo

De tempranillo is een blauw druivenras dat behoort tot de edele rassen van de wijnstok (Vitis vinifera) die bedoeld zijn om wijn van te maken.

## Kenmerken
De druif heeft een dikke schil en groeit het best op hoger gelegen gronden, maar kan ook tegen een warm klimaat. Om veel zuur, aroma's en elegantie te krijgen, is een koeler klimaat nodig. Maar om de hoge suikergehaltes en dikke schil te krijgen voor de intense kleur, is warmte nodig. In het binnenland van Spanje op hoger gelegen vlaktes, zijn de dagen warm en koelt het 's nachts voldoende af. Hier gedijt de tempranillo het best, met als toonvoorbeeld de streek Ribera del Duero.

## Gebruik
De tempranillodruif heeft veel aroma en wordt daarom veel gebruikt in assemblages. De riojawijnen zijn combinaties van tempranillo met ondersteunende druiven als garnacha en cariñena (in Rioja mazuelo genoemd). Door de grotere hoogte in de Ribera del Duero kunnen hier cépagewijnen worden gemaakt. In Toro heerst over het algemeen een hogere temperatuur en daardoor is hier een kloon ontstaan, de tinta de Toro, die tegen hogere temperaturen kan.

## Gebieden
Om tot volledige rijkdom te komen heeft de druif een warm klimaat nodig. Vooral in Spanje op het warme massief is de druif de basis voor wijnen van hoge kwaliteit. Het is de druif voor de beroemdste wijnstreken in Spanje, de Ribera del Duero (Rioja, maar ook in Navarra en Penedès, twee Noord-Spaanse wijnstreken, speelt de tempranillo een grote rol. Daarnaast komen grote hoeveelheden van de druif nog voor in de Languedoc-Roussillon.

## Synoniemen
- Aragonēs, Portugal
- Aragonez, Portugal
- Cencibel, Spanje
- Tinta aragonez, Portugal
- Tinta roriz, de plaatselijke naam in de Douro-vallei waaronder de tempranillo gebruikt wordt voor rode port
- Tinta del País, Spanje
- Tinta de Toro, een kloon van de tempranillo
- Tinto fino, Spanje
- Ull de llebre (haze-oog), de lokale naam in Penedès.
- Valdepenas, Californië